# Mateo Ponte
Mateo Ponte Costa (Montevidéu, 24 de maio de 2003) é um futebolista uruguaio que atua como lateral-direito. Atualmente joga no Botafogo.

## Carreira

### Danubio
Revelado no Danubio, Ponte fez sua estreia como professional aos 17 anos, no dia 4 de fevereiro de 2021, na goleada por 4–0 sobre o River Plate do Uruguai, em partida válida pelo Campeonato Uruguaio.

### Botafogo
Em 2 de agosto de 2023, Mateo Ponte assinou um contrato válido até 2027 com o Botafogo. A transferência girou em torno de US$ 2 milhões (aproximadamente R$ 9,4 milhões na cotação da época).
Ainda em agosto, Ponte estreou pelo Fogão na vitória por 3–0 sobre o Bahia, no Estádio Nilton Santos, válida pela 21ª rodada do Campeonato Brasileiro.
Em julho de 2025, Mateo Ponte recebeu proposta de US$ 4 milhões do Al Jazira, dos Emirados Árabes, para deixar o Botafogo. Adaptado, multicampeão e identificado com o clube, o lateral-direito recusou a proposta para permanecer no time.

## Seleção Uruguaia
Mateo Ponte é, atualmente, jogador das Seleções de base do Uruguai. Ele fez parte da Seleção Uruguaia que conquistou a Copa do Mundo Sub-20 de 2023, disputada na Argentina. No torneio mundial, foi titular em todas as partidas, com exceção da final por conta de uma lesão muscular leve.
Em junho de 2023, Ponte foi convocado pela primeira vez para a Seleção Uruguaia principal, para os amistosos contra Nicarágua e Cuba. Em janeiro de 2024 foi convocado para disputar o Pré-Olímpico Sul-Americano Sub-23 de 2024.

## Estatísticas
Atualizadas até 9 de setembro de 2024
| Clube             | Temporada         | Liga              | Liga  | Liga | Copa  | Copa | Continental | Continental | Outros | Outros | Total | Total |
| Clube             | Temporada         | Divisão           | Jogos | Gols | Jogos | Gols | Jogos       | Gols        | Jogos  | Gols   | Jogos | Gols  |
| ----------------- | ----------------- | ----------------- | ----- | ---- | ----- | ---- | ----------- | ----------- | ------ | ------ | ----- | ----- |
| Danubio           | 2020              | Primera División  | 10    | 0    | —     | —    | —           | —           | —      | —      | 10    | 0     |
| Danubio           | 2021              | Segunda División  | 3     | 0    | —     | —    | —           | —           | —      | —      | 3     | 0     |
| Danubio           | 2022              | Primera División  | 1     | 0    | 1     | 0    | —           | —           | —      | —      | 2     | 0     |
| Danubio           | 2023              | Primera División  | 8     | 1    | 0     | 0    | 0           | 0           | —      | —      | 8     | 1     |
| Danubio           | Total             | Total             | 22    | 1    | 1     | 0    | 0           | 0           | 0      | 0      | 23    | 1     |
| Botafogo          | 2023              | Série A           | 1     | 0    | —     | —    | 1           | 0           | —      | —      | 2     | 0     |
| Botafogo          | 2024              | Série A           | 11    | 3    | 3     | 0    | 10          | 0           | 6      | 0      | 30    | 3     |
| Botafogo          | Total             | Total             | 12    | 3    | 3     | 0    | 11          | 0           | 6      | 0      | 32    | 3     |
| Total na carreira | Total na carreira | Total na carreira | 34    | 4    | 4     | 0    | 11          | 0           | 6      | 0      | 55    | 4     |

## Títulos

### Botafogo
- Taça Rio: 2024
- Copa Libertadores: 2024
- Campeonato Brasileiro: 2024

### Seleção Uruguaia
- Copa do Mundo FIFA Sub-20: 2023[15][16]

### Outras Campanhas destacadas
- Campeonato Sul-Americano Sub-20 2023: vice-campeão[17]